# 濱村車站
濱村車站（日语：／ Hamamura eki */?）是一由西日本旅客鐵道（JR西日本）所經營的鐵路車站，位於日本鳥取縣鳥取市氣高町，是JR西日本山陰本線的沿線車站之一。濱村車站屬於中國統括本部所管轄的範圍，並委託由JR西日本的關係企業、JR西日本米子Maintec（ジェイアール西日本米子メンテック）代為管理。
濱村車站的站前緊鄰濱村溫泉的溫泉街，除此之外該站也是距離鄰近地區觀光勝地鹿野溫泉與鹿野城城下町最近的車站（需轉乘公車約15分鐘車程）。為了促進觀光，車站前也設有足湯供民眾使用。
濱村車站是山陰本線上的快速列車鳥取快車（とっとりライナー）的停車站之一。

## 車站結構
對向式月台2面2線的地面車站。站舍位於1號月台側，各月台以跨線橋連絡。

### 月台配置
| 月台 | 路線     | 方向 | 目的地         |
| ---- | -------- | ---- | -------------- |
| 1、2 | 山陰本線 | 上行 | 鳥取、濱坂方向 |
| 1、2 | 山陰本線 | 下行 | 倉吉、米子方向 |

## 相鄰車站
※快速「鳥取Liner」（全數停靠此站）的相鄰停車站參見列車條目。
西日本旅客鐵道
 山陰本線
寶木－濱村－青谷